# Star Wars Povstalci
Star Wars Povstalci (v anglickém originále Star Wars Rebels) je americký animovaný seriál vyprodukovaný společnostmi Lucasfilm a Lucasfilm Animation. Odehrává se čtrnáct let po Pomstě Sithů a pět let před Novou nadějí, v kteréžto době Impérium upevňuje svou moc v galaxii. Imperiální jednotky pochytávají zbylé rytíře Jedi a mezitím se začíná formovat Aliance rebelů.
Premiéru měl 13. října 2014 na kanálu Disney XD deset dní po premiéře úvodního čtyřiačtyřicetiminutového filmu Star Wars Povstalci: Jiskra rebelie na kanálu Disney Channel.

## Děj jednotlivých řad

### Řada první
Začátek první řady seriálu se datuje do roku 5 BBY (tj. 5 let před bitvou o Yavin IV) a představuje se v ní nesourodá skupina Rebelů. Její velitelkou je twi´lečka Hera Syndulla, dcera Chama Syndully, twi´leckého generála z Klonových válek. Je majitelkou lodi Ghost a je velice zručnou pilotkou. Jejím přítelem je Kanan Jarrus, dřívější padawan rytířky Jedi Depy Bilaby, který jako zázrakem unikl rozkazu 66, císařově čistce, jež vyhladila téměř všechny rytíře Jedi. Posádku doplňuje Sabine Wren, mladá Mandalorianka, která je vyhnána ze svého domovského světa Mandalore z pro posádku neznámých důvodů. Posledním členem je Garazeb Orrelios, přezdívaný Zeb, druhem Lasat, který unikl z planety poté, co Impérium bezohledně vyvraždilo lasatské obyvatelstvo. Nelidský člen posádky je jeden – droid Chopper, speciálně modifikovaný droid „veterán“ z Klonových válek. Společně tato skupina „ztroskotanců“ resp. „vyhnanců“ škodí Impériu, kde jen může, byť nepříliš významně. Seriál začíná ve chvíli, kdy tato skupina krade imperiální náklad na planetě Lothal, přičemž jsou okradeni místním chlapcem, Ezrou Bridgerem. Kanan rozpozná v Ezrovi potenciál v Síle a jako sirotka ho bere na palubu Ghostu. Ezra se postupně stává stálým členem a Kanan zahajuje jeho výcvik jako padawana. Sám s tím má však problémy, protože jeho výcvik byl nekompletní a netuší proto, jak se vlastně vyučuje.

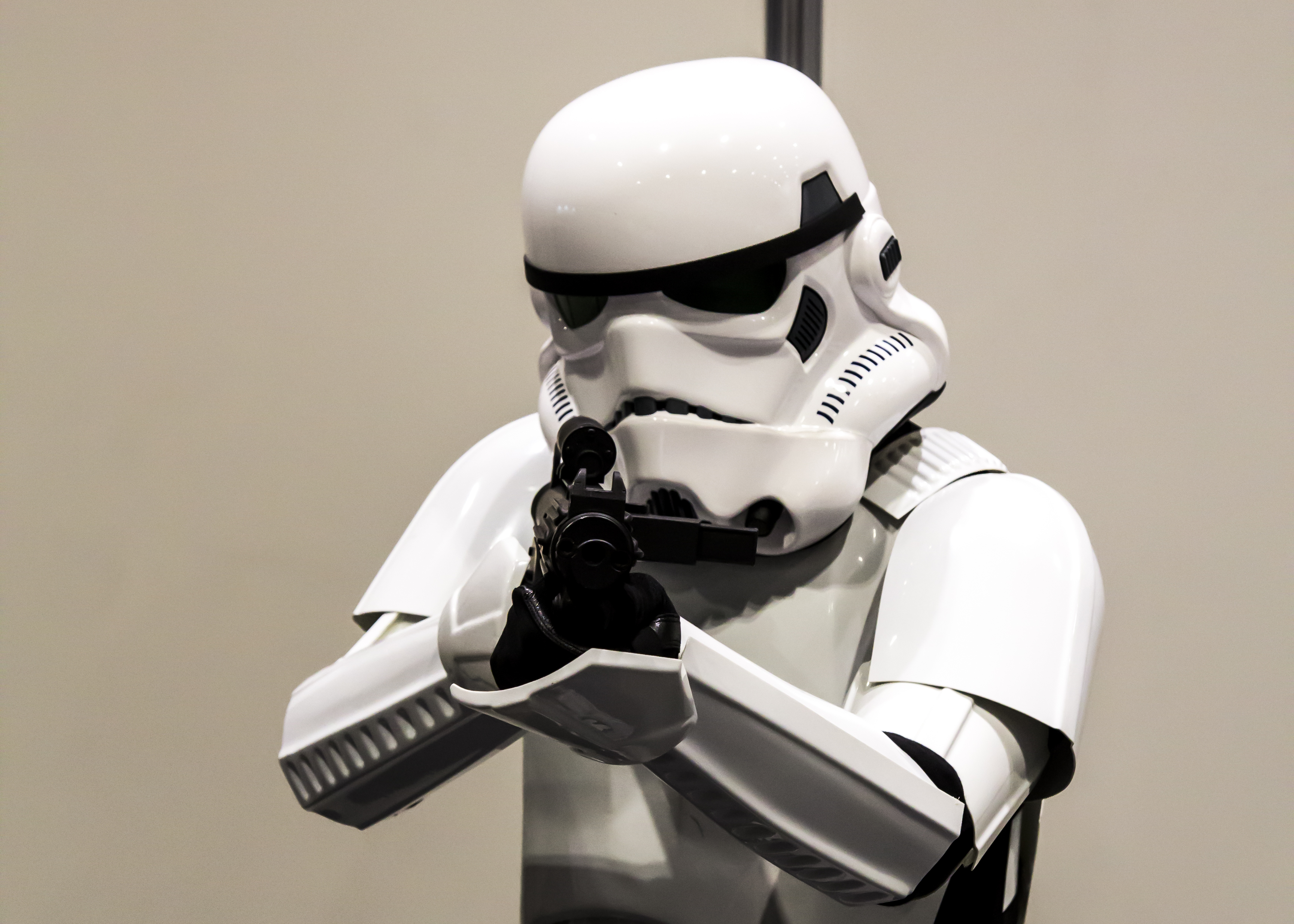
Imperiální stormtrooper v boji

Impérium vysílá na „otravnou“ skupinu Rebelů zkušeného imperiálního agenta Úřadu imperiální bezpečnosti Kalluse, jehož úkolem je tyto rebelské buňky potlačovat. Protože je také známo, že členem skupiny je Jedi, vysílá samostatně Darth Vader svého „lovce“ Jediů, takzvaného Grand Inquisitora. Ten má za úkol zabít Kanana a při zjištění, že má Kanan padawana, i Ezru. Spojené imperiální síly, zahrnující i guvernérku Lothalu, její dva pobočníky, agenta Kalluse, Grand Inquisitora a celou imperiální posádku Lothalu se tedy vydávají do boje proti povstalcům.
Skupina Rebelů si začíná dovolovat čím dál víc – pokusí se unést senátora Dreyfuse, o němž si myslí že je s Rebely spřízněn (opak se však stane pravdou), na Den Impéria (převzetí moc císařem) naruší Lothalskou vojenskou přehlídku a Ezra infiltruje imperiální vojenskou akademii. Kvůli neschopnosti lothalské imperiální jednotky se s problémem vypořádat, přilétá na místo Velkomoff Tarkin, nejznámější stratég Impéria.
Grand Inquisitor mezitím stíhá Jedie – Ezra díky němu poprvé zakusí temnou stranu, Kananovi se však vždy povede Inquisitora zastavit. Po příletu Tarkina je Inquisitor rovněž pokárán za nedostatečné výsledky.
Pod Tarkinovým vedením dojde k zajmutí Kanana – povstalci však na oplátku odvysílají zprávu, v níž vyzývají k boji za spravedlnost a proti útlaku Impéria – Tarkin nechá zničit vysílač, z něhož byla zpráva vysílána. Kanan je následně brutálně vyslýchán nad Mustafarem, planetou, kde se zrodil Darth Vader. Povstalci však přiletí Kanana zachránit a ve finálním souboji zabije Kanan Grand Inquisitora, přičemž ještě skupina odpálí jádro jednoho hvězdného destruktoru, což vede k jeho zničení. Na konci přilétá flotila rebelské Aliance – po úniku se posádka Ghostu přidává k rebelům pod vedením Baila Organy oficiálně a Ezra s Kananem se setkávají s Ashokou Tano, bývalou učednicí Anakina Skywalkera, nynějšího Dartha Vadera. Ten sám přilétá na konci dílu na Lothal, aby pomohl Tarkinovi vyřešit problém Rebelů jednou provždy.

## Obsazení
České znění seriálu režíruje Michal Michálek. Seriál překládá Vojtěch Kostiha.
| Postava             | Originální dabing                                          | Český dabing                                                                    |
| ------------------- | ---------------------------------------------------------- | ------------------------------------------------------------------------------- |
| Ezra Bridger        | Taylor Gray                                                | Robin Pařík                                                                     |
| Kanan Jarrus        | Freddie Prinze Jr.                                         | Petr Lněnička                                                                   |
| Hera Syndulla       | Vanessa Marshall                                           | Tereza Martinková                                                               |
| Sabine Wren         | Tiya Sircar                                                | Nina Horáková                                                                   |
| Zeb Orrelios        | Steve Blum                                                 | Daniel Rous                                                                     |
| Chopper             | Dave Filoni                                                | –                                                                               |
| kapitán Rex         | Dee Bradley Baker                                          | Pavel Soukup                                                                    |
| Ahsoka Tano         | Ashley Eckstein                                            | Anežka Pohorská                                                                 |
| Kallus              | David Oyelowo                                              | Svatopluk Shuller                                                               |
| Darth Vader         | James Earl Jones                                           | Jiří Klem                                                                       |
| velkoadmirál Thrawn | Lars Mikkelsen                                             | Filip Švarc                                                                     |
| Inkvizitor          | Jason Isaacs                                               | Pavel Vondra                                                                    |
| Darth Maul          | Sam Witwer                                                 | Jiří Dvořák                                                                     |
| Císař Palpatine     | Sam Witwer (2. série) / Ian McDiarmid (2. série, 4. série) | Jiří Plachý                                                                     |
| Sedmá sestra        | Sarah Michelle Gellar                                      | René Slováčková                                                                 |
| Pátý bratr          | Philip Anthony-Rodriguez                                   | Petr Gelnar / Marek Libert                                                      |
| Yoda                | Frank Oz                                                   | Bohuslav Kalva (1. série Disney Channel) / Václav Knop (1. série DVD, 2. série) |
| Anakin Skywalker    | Matt Lanter                                                | Bohumil Švarc ml.                                                               |
| Tarkin              | Stephen Stanton                                            | Jan Vlasák (1. série) / Jiří Valšuba (3. série, 4. série)                       |
| Numa                | Catherine Taber                                            | René Slováčková (2. série) / Marika Šoposká (3. série)                          |
| Leia Organa         | Julie Dolan                                                | Nikola Votočková                                                                |

## Vysílání
| Řada | Díly | Premiéra v USA  | Premiéra v USA  | Premiéra v ČR      | Premiéra v ČR   |
| Řada | Díly | První díl       | Poslední díl    | První díl          | Poslední díl    |
| ---- | ---- | --------------- | --------------- | ------------------ | --------------- |
| 0    | 4    | 11. srpna 2014  | 1. září 2014    | 1. září 2014       | 4. září 2014    |
| 1    | 15   | 3. října 2014   | 2. března 2015  | 5. října 2014      | 3. května 2015  |
| 2    | 22   | 20. června 2015 | 30. března 2016 | 11. října 2015     | 15. května 2016 |
| 3    | 22   | 24. září 2016   | 25. března 2017 | 19. listopadu 2016 | 29. dubna 2017  |
| 4    | 16   | 16. října 2017  | 5. března 2018  | 17. března 2018    | 5. května 2018  |